# Pihlajasaari (ö i Norra Savolax, Norra Savolax)
Pihlajasaari är en ö i Finland. Den ligger i sjön Sonkajärvi och i kommunen Sonkajärvi i den ekonomiska regionen  Övre Savolax ekonomiska region  och landskapet Norra Savolax, i den centrala delen av landet, 400 km norr om huvudstaden Helsingfors. Öns area är 12,2 hektar och dess största längd är 0,6 kilometer i sydöst-nordvästlig riktning.